# Wiesław Kaczanowicz
Wiesław Kaczanowicz (ur. 11 maja 1949 roku w Siemianowicach Śląskich) – polski historyk, profesor nauk humanistycznych. W latach 2008–2016 dziekan Wydziału Nauk Społecznych Uniwersytetu Śląskiego w Katowicach.

## Życiorys
W 1974 ukończył studia historyczne na Uniwersytecie Śląskim w Katowicach. We wrześniu 1980 uzyskał doktorat na podstawie dysertacji „Uzurpacja Karauzjusza i Allektusa w Brytanii i Galii u schyłku III w.n.e.”. Promotorem dysertacji był prof. zw. dr hab. Andrzej Kunisz. W czerwcu 1991 roku uzyskał habilitację, dzięki rozprawie „Aspekty ideologiczne w rzymskim mennictwie lat 235-284 n.e.”.
Od czasu ukończenia studiów jest pracownikiem Instytutu Historii Uniwersytetu Śląskiego w Katowicach. Karierę akademicką zaczął od stopnia: asystenta-stażysty, następnie asystenta, adiunkta, adiunkta z habilitacją, a w latach 1995-2000 profesora nadzwyczajnego.
Od 1 października 1997 roku do 28 lutego 1999 roku był kierownikiem Zakładu Archeologii na Uniwersytecie Śląskim. Od 1 marca 1999 roku kieruje Zakładem Historii Starożytnej w Instytucie Historii. Był prodziekanem do spraw nauczania Wydziału Nauk Społecznych macierzystej Uczelni od 1 grudnia 1990 roku do 31 sierpnia 1993 roku, zastępcą dyrektora Instytutu Historii Uniwersytetu Śląskiego do spraw dydaktyki od 1 września 1993 roku do 31 sierpnia 1999 roku. Od 1 października 2008 roku pełni funkcję dziekana Wydziału Nauk Społecznych Uniwersytetu Śląskiego, w 2012 roku wybrany na drugą kadencję.
W 2000 uzyskał tytuł profesora nauk humanistycznych. 
Od 1 sierpnia 2005 jest profesorem zwyczajnym na WNS UŚ.
Wypromował około 150 magistrów z zakresu historii starożytnej, a także 9 doktorów o tej specjalności.
Jego zainteresowania naukowe dotyczą historii Cesarstwa Rzymskiego, a głównie problemów kryzysu tego państwa w III stuleciu. Podjęte i realizowane studia koncentruje na numizmatyce rzymskiej. Innym przedmiotem jego badań są dzieje rzymskiej Brytanii.

## Członkostwo w korporacjach naukowych
- Polskie Towarzystwo Filologiczne (w latach 1986-1998 pełnił w nim funkcję prezesa zarządu oddziału katowickiego, a w konsekwencji wchodził w skład zarządu głównego),
- Polskie Towarzystwo Archeologiczne i Numizmatycznego (do rozwiązania),
- Polskie Towarzystwo Numizmatyczne – oddział w Częstochowie,
- Polskie Towarzystwo Historyczne (począwszy od 1986 roku jest tam członkiem Komisji Historii Starożytnej w Zarządzie Głównym),
- Komisja Historyczna Polskiej Akademii Nauk – oddział w Katowicach,
- Komisja Archeologiczna Polskiej Akademii Nauk – oddział w Krakowie,
- Komisja Numizmatyczna Polskiej Akademii Nauk – oddział w Warszawie.

## Publikacje
- Recenzja opracowania T. Abramiszwili: Katalog partyjskich monet Gruzińskiego Muzeum Narodowego. „Wiadomości Numizmatyczne” 1975. T. 19, ss. 49-50.
- Propaganda rzymskiej polityki podbojów na monetach epoki Trajana. „Wiadomości Numizmatyczne” 1976. T. 20, ss. 158-173.
- Recenzja opracowania T. Fischer: Die römischen Goldmünzen in der Münzsammlung der Ruhr – Universität Bochum. „Biuletyn Numizmatyczny” 1977. Nr 124, ss. 108-109.
- Seria rzymskich emisji o typach „regionalnych” z czasów Hadriana. „Biuletyn Numizmatyczny” 1978. Nr 132-133, ss. 61-66.
- Uzurpacja Karauzjusza i Allektusa w świetle ikonografii i legend monet (wybrane zagadnienia). W: Historia i Współczesność. T. 3. Red. A. Kunisz. Katowice 1978, ss. 52-68.
- Recenzja opracowania L. Vidman: Psáno do kamene (antická epigrafie). „Studia Źródłoznawcze” 1979. T. 24, ss. 234-235.
- Brytania i Irlandia w opisie Bedy Czcigodnego. W: Historia i Współczesność. T. 6. Red. A. Kunisz. Katowice 1982, ss. 65-76.
- Rzymskie teksty z Vindolandy (Wielka Brytania). „Meander” 1985. T. 40, ss. 257-265.
- Uzurpacja Karauzjusza i Allektusa w Brytanii i Galii u schyłku III w. n.e. Katowice 1985, 140 stron + 2 tabele nie paginowane + 2 tablice fotograficzne.
- W sprawie galijskich mennic Karauzjusza. „Antiquitas” 1987. T. 13, ss. 11-24.
- Aspekty ideologiczne w mennictwie cesarza Tacyta (275-276 r. n.e.). W: Studia z dziejów Starożytnego Rzymu. Red. A. Kunisz. Katowice 1988, ss. 97-111.
- Aspekty ideologiczne w rzymskim mennictwie lat 235-284 n.e. Katowice 1990, 128 stron + 4 tablice fotograficzne.
- Aspekty ideologiczne w mennictwie rzymskim III w. n.e. „Sprawozdania z posiedzeń Komisji Naukowych PAN w Krakowie” 1990. T. 32/1, ss. 6-8.
- Allectus’ Coin from Lithuania. „Numismatic Circular” 1990. T. 97, s. 159.
- An Ideology in the Coinage of the Roman Empire in the 3rd C. Methodological Assumptions of the Surveys. „Polish Numismatic News” 1991. T. 5, ss. 141-144.
- Motywy religijne w rzymskim mennictwie drugiej połowy III w. n.e. (do 284 r.). „Acta Universitatis Nicolai Copernici. Historia” 1992, T. 27, z. 254, ss. 115-125.
- Obieg pieniężny na terenie rzymskiej Brytanii w czasach uzurpacji Karauzjusza i Allektusa. „Wiadomości Numizmatyczne” 1991. T. 35, ss. 113-129. Publikacja ukazała się w 1993 r.
- Gordian III. Ideał władcy okresu początków kryzysu Cesarstwa Rzymskiego w świetle źródeł numizmatycznych. W: Rzym antyczny. Polityka i pieniądz. T. 1. Red. A. Kunisz. Katowice 1993, ss. 68-76.
- Motywy religijne w rzymskim mennictwie doby kryzysu Cesarstwa w III w. n.e. „Sprawozdania z Posiedzeń Komisji Naukowych PAN w Krakowie” 1992. T. 36, nr 1-2, ss. 19-21. Publikacja ukazała się w 1994 r.).
- Classis Britannica. „Annales Universitatis Mariae Curie-Sklodowska” (Sectio F, Historia). 1994. T. 49 (Volumen in Memoriam Thaddei Łoposzko – Terra, Mare et Homines). Red. H. Kowalski, W. Śladkowski, ss. 199-207.
- Mennictwo uzurpatorskie w Cesarstwie Rzymskim w III w. n.e. Zarys problematyki. „Antiquitas” 1995. T. 21. Materiały z konferencji naukowej „Kryzysy państwa rzymskiego: Republika i Cesarstwo. Red. T. Kotula, A. Ładomirski, ss. 137-146.
- Wał Hadriana – pogranicze świata rzymskiego i celtyckiego. „Zeszyty Naukowe Uniwersytetu Jagiellońskiego” 1995 („Prace Historyczne”, z. 117. „Pod znakami Aresa i Marsa”: materiały z konferencji naukowej „Wojna i wojskowość w starożytności”, Kraków 24-26 maja 1993. Red. E. Dąbrowa), ss. 111- 118.
- Propaganda of Philip the Arabian’s Dynastic Idea (244-249 A. D.). Numismatic Evidence. „Notae Numismaticae (Zapiski Numizmatyczne)” 1996. T. 1, ss. 82-86.
- Regionalizm w ideologii cesarstwa rzymskiego lat 235-284 n.e. Świadectwo monet. W: Pamiętnik XV Powszechnego Zjazdu Historyków Polskich. T. 1, cz. 1. Red. J. Staszewski. Warszawa 1996, ss. 91-99.
- Uwagi w sprawie stanu badań nad biografią cesarza Probusa (276-282 n.e.). W: Rzym antyczny. Polityka i pieniądz. T. 2. Red. A. Kunisz. Katowice 1997, ss. 160-170.
- Les monnaies comme source pour les études sur les élites provinciales pendant la crise de l’Empire Romain au IIIe siècle. „Antiquitas” 1997. T. 22, (materiały międzynarodowego kolokwium „Les élites provinciales sous le Haut – Empire romain. Wrocław, 7-9 kwietnia 1994 r.) ss. 29-33.
- Cesarz Probus. 276-282 n.e. Katowice 1997, 134 strony + 12 tablic fotograficznych.
- Recenzja opracowania R. Göbl: Die Münzprägung des Kaisers Aurelianus (270-275). „Wiadomości Numizmatyczne” 1996. T. 40, ss. 206-207. Publikacja ukazała się w 1998 r.
- Andrzej Kunisz. Wspomnienie. „Gazeta Wyborcza” 1998. nr 303 (2996) z dnia 29. XII, s. 7.
- Profesor. „Biuletyn Historyczny (Pismo Studenckiego Koła Naukowego Historyków Uniwersytetu Śląskiego)”. 1998. nr 13, Rocznik 5, s. 2.
- Żegnając Profesora Andrzeja Kunisza. „Gazeta Uniwersytecka U Śl”. 1999. nr 5/61, s. 2.
- Recenzja opracowania T. Kotula: Aurélien et Zénobie. L’unité ou la division de L’Empire? Wrocław 1997 (Acta Universitatis Wratislaviensis, no 1966). „Eos” 1998. T. 85, ss. 172-173. Publikacja ukazała się w 1999 r.
- Prof. dr hab. Andrzej Kunisz. „Eos” 1998. T. 85, ss. 350-352. Publikacja ukazała się w 1999 r.
- Wstęp. W: Rzym antyczny. Polityka i pieniądz. T. 3. Red. W. Kaczanowicz. Katowice 1999, s. 7.
- Na marginesie znaleziska monety Karauzjusza w rzece Kaczawie. „Magazyn Numizmatyczny” 1998. nr 27, ss. 9-11. Publikacja ukazała się w 1999 r.
- Nieznana moneta rzymskiego uzurpatora Prokulusa. „Magazyn Numizmatyczny” 1999. nr 28, ss. 5-7.
- Andrzej Kunisz (1932-1998). „Pallas Silesia” 1999. T. 3, nr 1-2, ss. 139-141.
- Źródła numizmatyczne do dziejów idei władzy charyzmatycznej w Cesarstwie Rzymskim doby kryzysu III w. W: Pamiętnik XVI Powszechnego Zjazdu Historyków Polskich. T. 2, cz.1. Red. K. Ruchniewicz, J. Tyszkiewicz, W. Wrzesiński. Toruń 2000, ss. 39-45.
- Andrzej Kunisz – badacz dziejów Rzymu i rzymskiej numizmatyki. „Sprawozdania z Posiedzeń Komisji Naukowych PAN w Krakowie” 2000. T. 43, z. 1, ss. 10-11.
- Coinage on Behalf and with Names of Roman Empresses of the Years 235-284. Introductory Notice. „Antiquitas” 2001. T. 25, ss. 31-37.
- Napływ monet rzymskich na obszar Śląska. W: Lux romana w Europie Środkowej ze szczególnym uwzględnieniem Śląska. Red. A. Barciak. Katowice 2001, ss. 23-28.
- Moneta Allektusa znaleziona w Kownie. W: Korpus znalezisk rzymskich z europejskiego Barbaricum – Polska. Suplement. T. 2, Nowe znaleziska importów rzymskich z ziem Polski II. Red. J. Kolendo, A. Bursche, B. Paszkiewicz. Warszawa 2001, ss. 137-141. Publikacja ukazała się w 2002 r.
- Rudolf Ranoszek jako pedagog. W: Kultura edukacyjna na Górnym Śląsku. Red. A. Barciak. Katowice 2002, ss. 83-86.
- L’idéologie sur les monnaies romaines à l’époque de la crise de L’Empire au IIIe siècle. Les aspects méthodologiques. W: XIII Congreso Internacional de Numismática. Resúmenes de las comunicaciones. Madrid 2003, ss. 119-120.
- Probus the Emperor, 276-282 AD. A Biographical Study. Cieszyn 2003, 112 stron + 12 tablic fotograficznych.
- XIII Międzynarodowy Kongres Numizmatyczny. Madryt. 15 - 19 IX 2003. „ Magazyn Numizmatyczny” 2003. Nr 31, ss. 102-103. Publikacja ukazała się w 2004 r.
- Wstęp. W: Studia z dziejów antyku. Pamięci Profesora Andrzeja Kunisza. Red. W. Kaczanowicz. Katowice 2004, s. 5.
- Introduction. W: Studia z dziejów antyku. Pamięci Profesora Andrzeja Kunisza. Red. W. Kaczanowicz. Katowice 2004, s. 6.
- Prof. dr hab. Andrzej Kunisz (1932-1998). W: Studia z dziejów antyku. Pamięci Profesora Andrzeja Kunisza. Red. W. Kaczanowicz. Katowice 2004, ss. 7-13.
- Professor Dr. Hab. Andrzej Kunisz (1932-1998). W: Studia z dziejów antyku. Pamięci Profesora Andrzeja Kunisza. Red. W. Kaczanowicz. Katowice 2004, ss. 15-20.
- Sprawozdanie z XIII Międzynarodowego Kongresu Numizmatycznego w Madrycie. „Śląskie Zapiski Numizmatyczne” 2004. Nr 107/1, ss. 22-23.
- Prześladowania chrześcijan w Cesarstwie Rzymskim w III i na początku IV stulecia n.e. Tło i charakterystyka zjawiska. W: Święty Florian. 1700 lat obecności. Red J. Kurek. Chorzów 2004, ss. 7-11.
- Profesor Andrzej Kunisz jako numizmatyk. „Notae Numismaticae (Zapiski Numizmatyczne)” 2004. T. 5, ss. 205-208. Publikacja ukazała się w 2006 r.
- Professor Andrzej Kunisz as a Numismatist. „Notae Numismaticae (Zapiski Numizmatyczne)” 2004. T. 5, ss. 208-211. Publikacja ukazała się w 2006 r.
- L’idéologie des monnaies romaines à l’époque de la crise de L’Empire au IIIe siècle. Les aspécts méthodologiques. W: XIII Congresso International de Numismática. Actas – Proceedings – Actes. T. 1. Ed. C. Alfaro, C. Marcos, P. Otero. Madrid 2005, ss. 705-707. Publikacja ukazała się w 2006 r.
- Introduction. W: Rzym antyczny. Polityka i pieniądz. The Ancient Rome. Politics and Money. T. 4. Red. W. Kaczanowicz. Katowice 2008, ss. 7-8.
- Kunisz Andrzej (wł. Jan. Andrzej), prof. dr hab. W: „Non omnis moriar”. Zmarli Pracownicy Uniwersytetu Śląskiego w Katowicach 1968-2008. Red. A. Barciak. Katowice 2008, ss. 193-195.
- Several Remarks on Ideas Expressed on Reverse of Coins of Empress Salonina. W: Hortus Historiae. Księga Pamiątkowa ku Czci Profesora Józefa Wolskiego w Setną Rocznicę Urodzin. Red. E. Dąbrowa, M. Dzielska, M. Salamon, S. Sprawski. Kraków 2010, ss. 481-489.
- Monety rzymskie jako źródło historyczne. W: Częstochowskie Teki Historyczne. T. 1. Red. M. Trąbski, N. Morawiec, R. W. Szwed. Częstochowa 2010, ss. 21-26.
- Wstęp. W: Rosja – Inny Świat („Pisma Humanistyczne”. Katowice 2010, Z. 7), s. 7.
- Вступление. W. Rosja – Inny Świat („Pisma Humanistyczne”. Katowice 2010, Z. 7), s. 8.
- Słowo Dziekana Wydziału Nauk Społecznych Uniwersytetu Śląskiego w Katowicach prof. zw. dr hab. Wiesława Kaczanowicza wprowadzające do konferencji w Rybniku dnia 8 kwietnia 2010 r. W: Przyjaźń – Współpraca – Rywalizacja – Wrogość. Relacje między politykami, państwami i ludami w czasach antycznych. („Europa, Śląsk, Świat Najmniejszy”. Rybnik – Katowice 2011, T. 4). Red. S. Ulijarczyk, M. Paprotny, ss. 17-18.
- Rzymska Brytania w okresie Pryncypatu (wybrane zagadnienia). "Prace Komisji Naukowych. Polska Akademia Nauk Oddział w Katowicach". Katowice 2011, Z. 34-35, ss. 12-13.
- Słowo wprowadzające. W: Wokół spraw żydowskich („Pisma Humanistyczne". Katowice 2011, Z. 8), s. 5.
- Wizerunek ideowy cesarzowych rzymskich doby kryzysu imperium w świetle monet. Przykład Saloniny. W: Oblicza starożytności. Z badań nad historią starożytną w Polsce. „Olsztyńska Biblioteka Historyczna”. Olsztyn 2012, Nr 9, ss. 83-96. Publikacja ukazała się w 2013 r.
- Słowo wstępne. W: Made in China. Rozmowy o Państwie Środka („Pisma Humanistyczne”. Katowice 2013, Z. 9), s. 7.
- Yin Yan. W: Made in China. Rozmowy o Państwie Środka („Pisma Humanistyczne”. Katowice 2013, Z. 9), s. 8 (publikacja w języku chińskim).
- Słowo wstępne. W: Brazylia („Pisma Humanistyczne”. Katowice 2013, Z. 10), s. 5.
- Prefácio. W: Brazylia („Pisma Humanistyczne”. Katowice 2013, Z. 10), s. 7 (publikacja w języku portugalskim).
- Wprowadzenie. W: Innowacja • Transformacja • Zmiana („Pisma Humanistyczne”. Katowice 2013, Z. 11), s. 5.
- Wprowadzenie. W: Rzym antyczny. Polityka i pieniądz. The Ancient Rome. Politics and Money. T. 5 Azja Mniejsza w czasach rzymskich. Asia Minor in Roman Times). Red. W. Kaczanowicz. Katowice 2014, s. 7.
- Önsὅz. W: Rzym antyczny. Polityka i pieniądz. The Ancient Rome. Politics and Money. T. 5 (Azja Mniejsza w czasach rzymskich. Asia Minor in Roman Times). Red. W. Kaczanowicz. Katowice 2014, s. 9 (publikacja w języku tureckim).
- Introduction. W: Rzym antyczny. Polityka i pieniądz. The Ancient Rome. Politics and Money. T. 5 (Azja Mniejsza w czasach rzymskich. Asia Minor in Roman Times). Red. W. Kaczanowicz. Katowice 2014, s. 11.
- Wstęp. W: W kręgu ikon władzy, ludzi oraz idei świata starożytnego. Pod  kier. Wiesława Kaczanowicza, red. Agata A. Kluczek, Norbert Rogosz, Agnieszka Bartnik. Katowice 2014, ss. 9-10. Publikacja ukazała się w 2015 r.
- Foreword. W: W kręgu ikon władzy, ludzi oraz idei świata starożytnego. Pod kier. Wiesława Kaczanowicz, red. Agata A. Kluczek, Norbert Rogosz, Agnieszka Bartnik. Katowice 2014, ss. 11-12. Publikacja ukazała się w 2015 r.
- Rudolf Ranoszek (1894-1986). W: http://stowarzyszeniehistorykowstarozytnosci.edu.pl/portfolio/rudolf-ranoszek-1894-1986/ (zamieszczono na stronie w 2016 r.).
- Katowicki ośrodek starożytniczy. Przeszłość – teraźniejszość – przyszłość. W: Historia starożytna na polskich uniwersytetach – wczoraj, dziś, jutro. „Akme”. T. 14. Red. R. Kulesza. Warszawa 2016, ss. 11-18.
- Wacław Osuchowski (1906-1988). W: http://stowarzyszeniehistorykowstarozytnosci.edu.pl/portfolio/waclaw-osuchowski-1906-1988/ (zamieszczono na stronie w 2017 r.).
- Wiesław Litewski (1933-2004). W: http://stowarzyszeniehistorykowstarozytnosci.edu.pl/portfolio/wieslaw-litewski-1933-2004/ (zamieszczono na stronie w 2017 r.).
- Słowo wstępne. W: Rzym antyczny. Polityka i pieniądz. The Ancient Rome. Politics and Money. T. 6. Red. W. Kaczanowicz. Katowice 2017, ss. 7-9.
- Introduction. W: Rzym antyczny. Polityka i pieniądz. The Ancient Rome. Politics and Money. T. 6. Red. W. Kaczanowicz. Katowice 2017, ss. 11-13.
- Edward Szymoszek (1942-2006). W: http://stowarzyszeniehistorykowstarozytnosci.edu.pl/portfolio/edward-szymoszek1942-2006/ (zamieszczono na stronie w 2018 r.).
- Franciszek Smuglewicz (1745-1807). W: http://stowarzyszeniehistorykowstariozytnosci.edu.pl/portfolio/franciszek-smuglewicz-1745-1807/ (zamieszczono na stronie w 2019 r.).
- Gabriela Sukiennik (1938-2003). W: http://stowarzyszeniehistorykowstarozytnosci.edu.pl/portfolio/gabriela-sukiennik-1938-2003/ (zamieszczono na stronie w 2019 r.).
- Vindolanda – z badań nad historią rzymskiej Brytanii. „Turystyka historyczna”. T. 2. Red. Z. Hojka, K. Nowak. Katowice 2020, s. 63 –82. Publikacja ukazała się w 2021 r.
- Janusz Sondel (1937-2017). W: http://stowarzyszeniehistorykowstarozytnosci.edu.pl/portfolio/janusz-sondel-1937-2017/ (zamieszczono na stronie w 2021 r.).
- Jerzy Szydłowski (1931-1997). W: http://stowarzyszeniehistorykowstarozytnosci.edu.pl/portfolio/jerzy-szydlowski-1931-1997/ (zamieszczono na stronie w 2021 r.)

### Publikacje pod redakcją
- Studia z dziejów antyku. Pamięci Profesora Andrzeja Kunisza. Katowice 2004, 274 ss + 10 tablic fotograficznych.
- W kręgu ikon władzy, ludzi oraz idei świata starożytnego. Katowice 2014, 406 ss + 12 tablic fotograficznych (we współpracy z: A. A. Kluczek, N. Rogosz, A. Bartnik).
- Rzym antyczny. Polityka i pieniądz. T. 3. Katowice 1999, 92 ss.
- Rzym antyczny. Polityka i pieniądz. The Ancient Rome. Politics and Money. T. 4. Katowice 2008, 148 ss +10 tablic fotograficznych.
- Rzym antyczny. Polityka i pieniądz. The Ancient Rome. Politics and Money. T. 5 (Azja Mniejsza w czasach rzymskich. Asia Minor in Roman Times). Katowice 2014, 188 ss + 6 tablic fotograficznych.
- Rzym antyczny. Polityka i pieniądz. The Ancient Rome. Politics and Money. T. 6. Katowice 2017, 107 ss.

### “Magazyn Numizmatyczny” - Przewodniczący Kolegium Redakcyjnego
- 1. Nr 27 (1998 rok) – 54 ss.
- 2. Nr 28 (1999) – 72 ss.
- 3. Nr 29 (2000) – 72 ss.
- 4. Nr 30. (2002) – 104 ss.
- 5. Nr 31 (2003) – 116 ss.
- 6. Nr 32 (2004) – 148 ss.
- 7. Nr 33 (2005) – 128 ss.
- 8. Nr 34 (2006) – 124 ss.
- 9. Nr 35 (2007) – 124 ss.
- 10. Nr 36 (2008) – 159 ss.
- 11. Nr 37 (2012) – 148 ss.
- 12. Nr 38 (2012) – 120 ss.
- 13. Nr 39 (2013) – 109 ss.
- 14. Nr 40 (2014) – 100 ss.
- 15. Nr 41. (2015) – 133 ss.
- 16. Nr 42 (2016) – 124 ss.
- 17. Nr 43 (2017) – 97 ss.
- 18. Nr 44 (2018) – 127 ss.
- 19. Nr 45 (2019) – 136 ss.
- 20. Nr 46 (2020) – 133 ss.
- 21  Nr 47 (2021) – 87 ss.
- 22  Nr 48 (2022) – 86 ss.
- 23  Nr 49 (2023) - 122 ss.
- 24  Nr 50 (2024) - 192 ss.